# Les Restaurants du Cœur
Pour les articles homonymes, voir Cœur.
 (décembre 2021).
Les Restaurants du Cœur – Les Relais du Cœur, plus connus sous le nom de Les Restos du Cœur, sont une association loi de 1901 à but non lucratif et reconnue d'utilité publique, créée en France par l'humoriste et comédien Michel Colucci (dit Coluche) en 1985.
Cette association a pour particularité d'avoir bénéficié du soutien de plusieurs personnalités françaises, dès ses débuts, et d'une vaste médiatisation, ce qui retient l'attention de la classe politique, permet d'établir de nouvelles lois,, et attire la participation de nombreux bénévoles.
Les Restos du Cœur se composent de 11 délégations régionales, de 117 associations départementales et de près de 2 000 centres d'activités partout en France métropolitaine.
L'aide alimentaire permet une aide d'urgence mais représente surtout le point de contact privilégié pour permettre un accompagnement vers l'autonomie.

## But

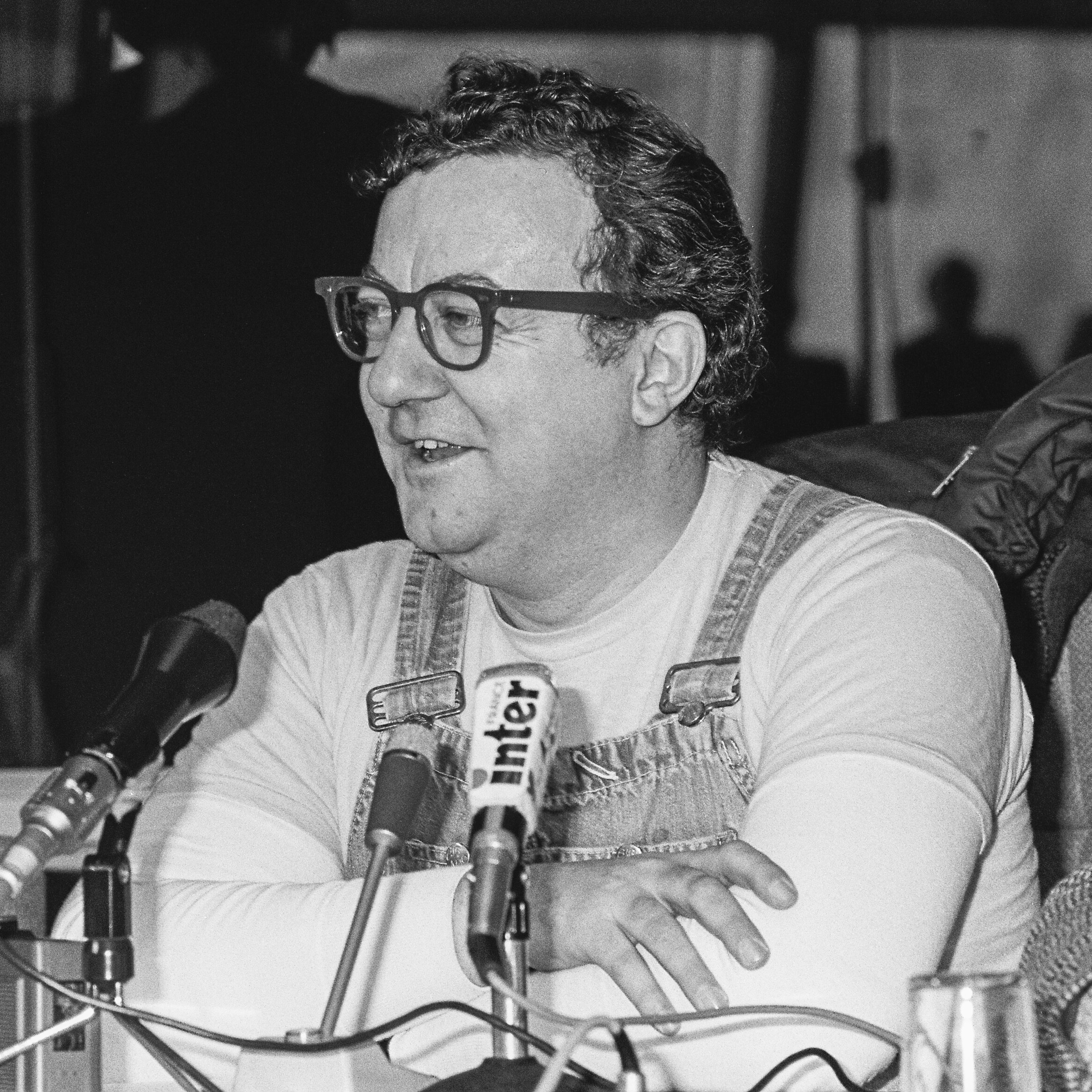
Coluche lors d'une conférence de presse à propos des Restos du cœur au Parlement européen en février 1986.

Fondés par Coluche en 1985, Les Restos du Cœur, association reconnue d'utilité publique, « ont pour but d'aider et d'apporter une assistance bénévole aux personnes démunies, notamment dans le domaine alimentaire par l'accès à des repas gratuits, et par la participation à leur insertion sociale et économique, ainsi qu'à toute action contre la pauvreté sous toutes ses formes ».

## Création
La création des Restos du Cœur intervient dans le contexte de la fin de l'« utopie de gauche » marquée par le « tournant de la rigueur » pris par le troisième gouvernement Pierre Mauroy tant sur le plan économique que social. L'origine des Restos revient à Daniel Balavoine : en octobre 1983 dans des chroniques sur la radio parisienne Ici et Maintenant !, il commence par un billet d'humeur en interpellant le gouvernement et les patrons de la grande distribution pour qu'ils puissent se réunir et qu'ils créent une banque alimentaire. Mais la radio a une faible diffusion et son idée n'est pas suivie,. Ce projet est repris deux ans plus tard par Coluche qui crée les Restos du cœur dont le premier parrain est Balavoine.
Le secrétaire et homme à tout faire de Coluche, Jean-Michel Vaguelsy, raconte comment l'idée a germé un jour de février 1985. Alors que Coluche vient de signer au fisc un chèque de trois millions de francs aux impôts, il s'exclame : « Tu te rends compte, avec tout le pognon que je donne, si tous les mecs qu'ont du blé comme moi s'y mettaient, on pourrait régler le problème ». Quand sa cuisinière Anita lui apprend qu'un repas revient à quinze francs, l'humoriste calcule qu'avec l'argent de ses impôts, il peut offrir 200 000 repas.

S'étant engagé contre la famine en Éthiopie en interprétant avec d'autres artistes, la chanson Éthiopie, l'humoriste est interpellé par des lettres et un auditeur d'Europe 1 sur la nouvelle pauvreté en France. Le 26 septembre 1985, Coluche, en direct sur Europe 1, se révolte contre les gaspillages alimentaires d’une société de consommation et dénonce la destruction des surplus agricoles en France et en Europe : 

« Quand il y a des excédents de nourriture et qu’on les détruit pour maintenir les prix sur le marché, on pourrait les récupérer et on essaiera de faire une grande cantine pour donner à manger à tous ceux qui ont faim (…) J’ai une petite idée comme ça (…) si des fois il y a des marques qui m'entendent, s'il y a des gens qui sont intéressés pour sponsoriser une cantine gratuite qu'on pourrait commencer à faire à Paris et puis qu'on étalerait dans les grandes villes de France, nous on est prêts à aider une entreprise comme ça, qui ferait un resto qui aurait comme ambition au départ de servir 2 000 à 3 000 repas par jour gratuitement. »

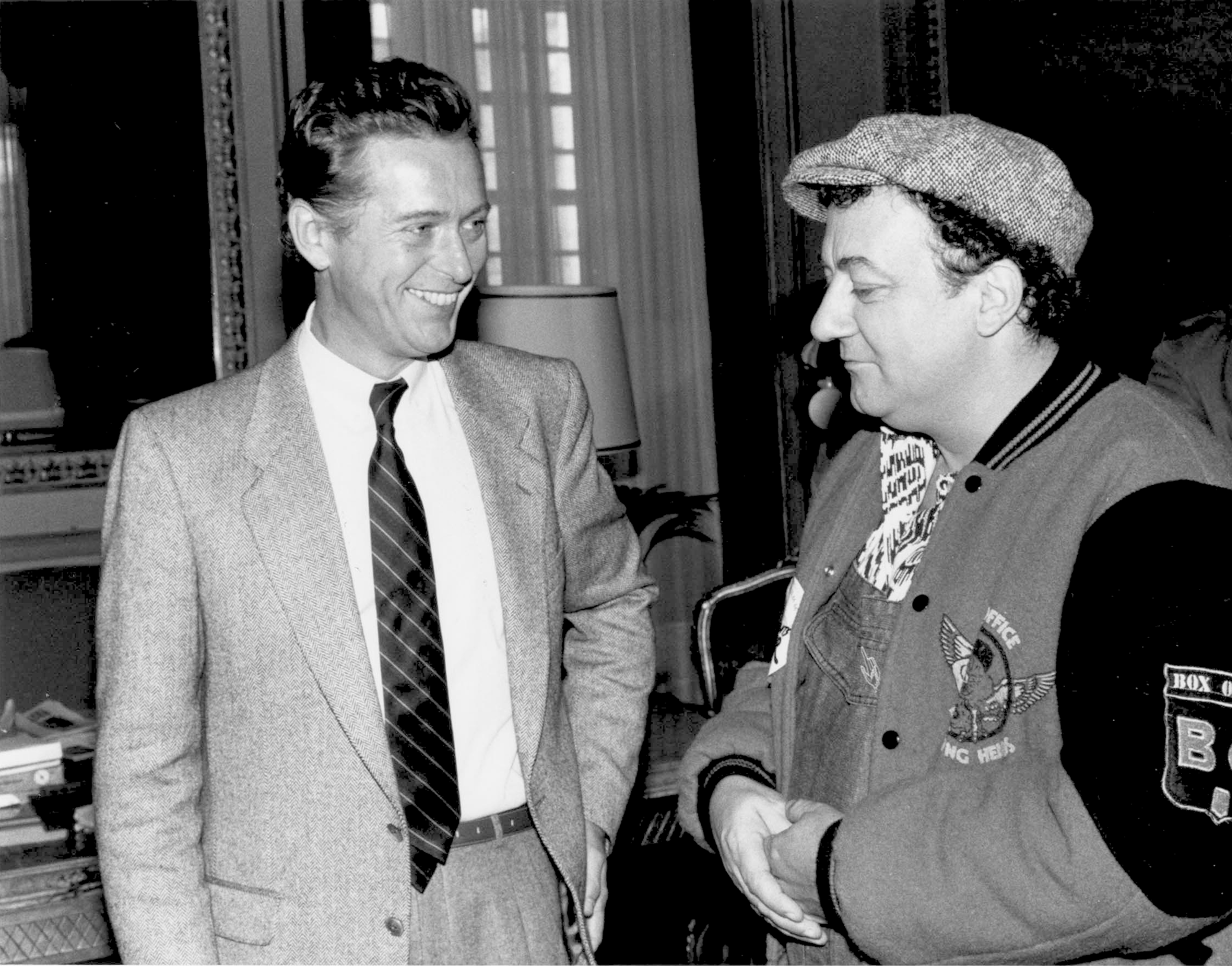
En décembre 1985, le maire de Toulouse Dominique Baudis, reçoit Coluche pour le lancement des Restos du coeur.

L'idée est lancée. L'ami de Coluche, Aldo Martinez, propose pour générique de l'aventure « Les cantines du cœur » mais son imprésario Paul Lederman le trouve trop misérabiliste et choisit « Les Restos du Cœur ». Dès le 14 octobre 1985, les statuts de l'association sont déposés. La médiatisation et l'organisation des premiers centres régionaux de distribution ainsi que leur approvisionnement sont assurées par des étudiants des écoles de commerce, fédérés par l'un de leurs camarades étudiant à Sup de Co, Alexandre Lederman, fils de Paul Lederman. Le premier restaurant du cœur ouvre ses portes en France le 21 décembre 1985 sous une tente dans un terrain vague du 19e arrondissement de Paris. Quinze jours plus tard, sont mises en place une vingtaine d'antennes régionales qui distribuent 60 000 paniers-repas jusqu'au 21 mars.

La même année, au Parlement européen, le député belge José Happart a pris la parole et dénoncé une situation économique dont sont victimes des millions de personnes : 

« N'est-il pas inadmissible que le coût des soins de santé et des charges dues à la pauvreté sera plus important que celui d’une aide alimentaire fournie à la société concernée ? »

Il demande donc que ces surplus chèrement stockés et détruits soient mis à la disposition de ceux qui en ont besoin, invitant Coluche à Strasbourg pour montrer son initiative. Le Programme européen d'aide aux plus démunis (PEAD) sera institué en 1987.
À noter que lors de la première campagne 1985-1986, il donnera le restant de l'argent à l'abbé Pierre pour ses bonnes œuvres, rencontre unique puisqu'il décédera quelques mois plus tard à Opio (Côte d'Azur) le 19 juin 1986 après s'être montré notamment au Festival de Cannes 1986 pour le film Tenue de soirée et aussi à l'hôtel Martinez de Cannes.

## Évolution
- En 1985-1986, 8,5 millions de repas sont distribués par 5 000 bénévoles[26].
- En 1988-1989, 25 millions de repas sont distribués par 9 000 bénévoles[27].
- En 2008-2009, près de 100 millions de repas ont été distribués par les Restos du Cœur. Le nombre de repas servis depuis la création dépasse le milliard[28] ;
- En 2009-2010, plus de 103 millions de repas sont distribués aux gens dans le besoin[29].
- En 2012-2013, le nombre de bénéficiaires des restaurants du cœur est évalué à 900 000 personnes pour la 28e campagne d'hiver.
- En 2015-2016, le nombre de repas servis depuis la création a dépassé deux milliards.
- En 2016-2017, 130 millions de repas sont distribués par 72 000 bénévoles[30] à 860 000 personnes accueillies à travers 2 027 centres d'accueil[31].

Durant les exercices 2019/2020 et 2020/2021, l'association doit faire face aux conséquences de la pandémie de Covid-19. Les distributions sont maintenues durant les confinements mais, pour protéger leurs bénévoles les plus fragiles, les restos du Cœur déconseillent la venue des bénévoles de plus de 65 ans. Les centres font alors face à une pénurie de bénévoles tandis qu'ils voient par ailleurs un nouveau public demander leur aide (étudiants ayant perdu leur petit boulot, personnes travaillant dans le milieu du tourisme et de la restauration…). Ces nouveaux venus sont majoritairement des femmes et forment une population relativement plus jeune, avec plus de travailleurs indépendants,. En 2020-2021, 1 200 000 personnes ont été accueillies par les Restos du Cœur.
En 2021-2022, 142 millions de repas sont distribués par 70 000 bénévoles à 1 100 000 personnes accueillies à travers 2 200 centres d'accueil.
L'exercice 2022-2023 voit une forte augmentation du nombre de repas distribués et du nombre de personnes accueillies qui atteignent respectivement, en septembre 2023, 170 millions de repas et 1 300 000 personnes. Cette hausse s'explique par la crise économique, augmentant le nombre de familles précaires, mais aussi par la volonté de l'association d'inclure dans le calcul du reste à vivre les dépenses énergétiques. À cette augmentation s'ajoute l'inflation qui joue sur le coût des denrées alimentaires achetées par l’association et le coût de l'énergie pour le stockage et la distribution des denrées. En septembre 2023, le président des Restos du Cœur, Patrice Douret, lance un cri d'alarme annonçant la fin de l'association d'ici trois ans si rien n'est fait pour la soutenir.
Pour la 39e campagne de 2023-2024 commencée le 20 novembre 2023, la situation s'annonce encore plus compliquée : l'association disant être obligée de refuser certaines personnes,,, et de diminuer la dotation hebdomadaire. Ces restrictions conduisent à une maîtrise des dépenses et la campagne s'achève avec un bilan de 1 300 000 personnes accueillies et 163 millions de repas distribués.
Le manque de dons se poursuit en 2024 dans un contexte économique difficile, malgré certaines aides reçues à la rentrée 2023, comme le soulignent certaines personnalités participantes comme Michèle Laroque.
L'association a commencé sa 40e campagne le 18 novembre 2024,. Elle porte son effort sur les familles monoparentales et la petite enfance.

## Les personnes accueillies
Les personnes accueillies bénéficiant de ces aides sont des personnes dans la précarité, et tous les profils sont représentés, qu'il s'agisse de personnes seules ou de familles monoparentales, des chômeurs en fin de droit à l'assurance chômage (la moitié des personnes accueillies sont au chômage, déclarait Olivier Berthe en novembre 2013), de retraités disposant du seul « minimum vieillesse » ou encore de jeunes de moins de 25 ans ne disposant pas du revenu de solidarité active (RSA).
Les Restos du Cœur parlent d'une pauvreté prenant un autre visage, avec la venue des étudiants et de jeunes travailleurs pauvres,, comme observé en Seine-Maritime depuis la rentrée 2024.

## Structure et organisation

### L'association nationale
Fondée par l'humoriste et acteur Coluche en 1985, l'association nationale « Les Restaurants du Cœur - Les Relais du Cœur » est une association loi de 1901. Reconnue d'utilité publique par décret du 7 février 1992. (décret, publié au Journal officiel le 13 février 1992) elle a pour objectif d'aider les plus démunis et de participer à la lutte contre l'exclusion sociale.
Elle est propriétaire du nom et du logo « Restaurants du Cœur », dits « Restos du Cœur ».
Chaque année, l'assemblée générale élit un conseil d'administration, qui choisit parmi ses membres le président et le bureau. Ceux-ci mettent en œuvre de façon collégiale la politique des Restos définie par le conseil d'administration en se réunissant chaque semaine. L'association nationale a pour vocation :
- de centraliser les achats et d'approvisionner les départements en denrées alimentaires
- d'inciter les départements à s'engager dans l'aide à l'insertion de leurs bénéficiaires et de leur apporter à cet effet l'appui technique et l'aide financière nécessaires
- d’assurer la formation des bénévoles
- de veiller à la cohérence des messages grâce aux chargés de missions
- de contrôler et consolider les comptes des associations départementales, de veiller à leur bon fonctionnement et au respect des règles
- d'assurer la communication générale des Restos
- d'aider et d'apporter une assistance bénévole aux personnes démunies, notamment dans le domaine alimentaire par l'accès à des repas gratuits, et par la participation à leur insertion sociale et économique, ainsi qu'à toute l'action contre la pauvreté sous toutes ses formes.

Leurs différentes actions sont l'aide alimentaire, le logement, l'insertion par emploi et les Restos bébés du cœur. Les ressources financières étant limitées, les Restos du Cœur essaient de réduire le montant des frais généraux (7 % des ressources en 2012-2013). En conséquence, plus de 90 % des ressources sont consacrés aux missions sociales de l'association.

### Les associations départementales
Au nombre de 114, elles sont réparties dans tous les départements de la France Métropolitaine. Elles sont autonomes, et sont liées par un contrat d'agrément avec l'Association Nationale. Animées par des réunions de bureau, des conseils d'administration et une assemblée générale, elles possèdent toutes un Responsable Départemental et un Trésorier, statutairement bénévole exclusivement.
Dans toute la France, les associations départementales gèrent, animent et coordonnent les actions sur le terrain avec 66 000 bénévoles dans 2 069 centres Restos qui ont accueilli 960 000 personnes en 2012-2013. Elles ont pour vocation de mettre en œuvre toutes les activités d'aide alimentaire, d'aide à l'hébergement, d'aide à l'insertion (à travers les Jardins du cœur par exemple), d'activités culturelles…
Toutes ces activités d'aide à l'insertion contribuent à permettre aux personnes accueillies d'être des gens comme tout le monde.
Cette appellation d'« aide à la personne et à l'insertion » comprend aujourd'hui différents types d'activités parmi lesquelles :
- Les ateliers, chantiers et jardins.
- Les camions ou la « maraude » dans les grandes villes, avec des solutions d'hébergement d'urgence, ou à plus long terme.
- Les sorties culturelles, les vacances.

Bien que l'aide alimentaire reste l'activité la plus visible des Restos, elle ne permet pas à elle seule de sortir durablement de l'exclusion. Désormais, l'aide à l'insertion est considérée, aux Restos, comme prioritaire.

## Les acteurs

### Les donateurs des Restos du Cœur
Il existe différents types de donateurs :
- Des personnes jeunes aux retraités, des artisans aux multinationales, des mères de famille aux stars ;
- Ceux qui fournissent gratuitement des services (prêt de locaux, transport, imprimerie, etc.) ou participent aux diverses manifestations autorisées ;
- Ceux qui donnent de l'argent, en achetant le CD des «Enfoirés », en léguant leur bien ou en abandonnant leurs droits d'auteur ;
- Ceux qui font des dons en nature (livres, vêtements, denrées alimentaires, produits d'hygiène, etc.)[56].
- Subventions de l'Union européenne et autres organismes ;

Les manifestations au profit des Restos du Cœur sont soumises à une réglementation juridique et fiscale très stricte.

### Les bénévoles
Dès la première campagne des Restos du Cœur lancée par Coluche en 1985, les bénévoles étaient 5 000 à répondre présents. Aujourd'hui, ils sont plus de 70 000, à travers toute la France avec un point commun essentiel : la fidélité à cette générosité initiale, l'adhésion à la Charte des bénévoles de l'association, avec une totale indépendance à l'égard du politique ou du religieux. La Charte des bénévoles est constituée de 5 points qui sont garants du bon fonctionnement de l'association. Pour mener à bien leur mission, des formations permettent aux bénévoles d'acquérir les compétences et les techniques nécessaires à leurs missions. Formateurs professionnels et bénévoles expérimentés animent des séminaires où se retrouvent les bénévoles venus de tous les départements.

### Les artistes et auteurs
Conscient que son image et celle de ses amis étaient la meilleure contribution qu'il pouvait apporter aux Restos du Coeur, Coluche constitue une équipe de célébrités qu'il appelle les Enfoirés.
Lors du lancement officiel des Restos le 14 décembre 1985, il offre à Daniel Balavoine le parrainage de son association. Ce dernier est l'un des premiers artistes à en faire la promotion, multipliant les appels aux dons sur l'antenne d'Europe 1. Le 14 janvier 1986, au cours d'une mission humanitaire en Afrique, l'hélicoptère qui le transporte s'écrase en marge du Paris-Dakar. Daniel Balavoine n'aura été parrain que trente jours.
En décembre 1985, Coluche demande à Jean-Jacques Goldman de créer un tube fédérateur, qui permette de sensibiliser le public et de collecter davantage de dons. Le chanteur compose La Chanson des Restos, interprétée par des artistes et personnalités célèbres venant de tous horizons : Coluche, Yves Montand, Nathalie Baye, Michel Drucker, Michel Platini et Jean-Jacques Goldman.
Le 26 janvier 1986, en partenariat avec plusieurs radios, Coluche anime une émission caritative de quatre heures sur la chaîne nationale TF1. Des hommes politiques de diverses sensibilités, des animateurs de chaînes de télévision et de radio concurrentes, des artistes de tous genres et des sportifs de toutes disciplines y participent. À l'issue de cette émission, Coluche récolte 20 millions de francs, ce qui permet de distribuer 8,5 millions de repas la première année.
En 1989, une première Tournée d'Enfoirés voit Jean-Jacques Goldman, Michel Sardou, Eddy Mitchell, Véronique Sanson et Johnny Hallyday parcourir la France pour recueillir des fonds.
À partir de 1992, le concert des Enfoirés réunit un nombre croissant d'artistes et de personnalités du spectacle ou du sport. Cet évènement encourage les bénévoles, promeut l'association auprès des donateurs et offre l'opportunité aux médias de relayer les actions de l'association. Les concerts annuels des Enfoirés permettent de générer des ressources financières supplémentaires grâce au soutien des artistes qui abandonnent leurs droits au profit des Restos du Cœur, Ainsi, le concert de l'année 2013 rapporte 26 millions d'euros aux Restos du Coeur.
Le 16 décembre 2011, les pensionnaires dOn n'demande qu'à en rire (émission de France 2) réalisent un sketch pour la 27e saison des Restos du cœur, avec un hommage à Coluche. Le sketch obtient la note de 100/100.
Le 18 septembre 2024, les Éditions Albert René font paraître Astérix - Les 40 banquets - À table avec de grands chefs gaulois !, un album hors série avec une préface écrite par Romain Colucci, le fils de Coluche. La totalité des gains obtenus sur les ventes de l'ouvrage seront versés à l'association,.

### Parrains/marraines des Restos du Cœur
- 1985 : Daniel Balavoine[57]
- 1986-1991 : Jean-Jacques Goldman[67]
- 1992-2007 : Muriel Robin[68]
- depuis 2008 : Mimie Mathy[69]

## Autres associations non affiliées
Certaines associations françaises ou étrangères, se réclament directement ou indirectement d’une filiation avec les Restos notamment en utilisant, dans leur dénomination ou leur communication, la marque « Restos du Cœur ». Ces associations ne sont affiliées en aucune façon à l'association créée par Coluche. La Fédération des Restos du Cœur de Belgique, dont le premier resto a été inauguré par Coluche en 1986, demande une participation financière symbolique du bénéficiaire pour les repas et recourt à du personnel salarié pour certains postes (cuisiniers, assistants sociaux), ce qui est contraire à la philosophie de l'association française.